# Variabel solfågel
Variabel solfågel (Cinnyris venustus) är en fågel i familjen solfåglar inom ordningen tättingar.

## Utseende och läte
Variabel solfågel är en medelstor solfågel med kraftiga skillnader i utseende mellan könen. Hanen i häckningsdräkt är grön på rygg och ovansida, med ett purpurfärgat band över bröstet. Som namnet avslöjar varierar utseendet geografiskt, där buken kan vara gulorange, gul eller vit, dock oftast gul. I vissa populationer syns även purpurblått på strupen. Hona och hane utanför häckningstid är enfärgat olivbrun ovan och mattgul under. Arten liknar halsbandssolfågeln, men är större och med längre och mer nedåtböjd näbb. Lätena är typiska för en ssolfågel, med bland annat en snabb och varierad ramsa.

## Utbredning och systematik
Variabel solfågel delas upp i fem underarter i tre grupper med följande utbredning:
- venustus-gruppen
  - C. v. venustus – Senegal till norra Kamerun och Ubangi-Shari
  - C. v. falkensteini – Gabon till norra Angola, östra Demokratiska republiken Kongo, Kenya, Tanzania, Zambia och Zimbabwe
  - C. v. fazoqlensis – östcentrala Sudan till Eritrea, Etiopien och nordvästra Kenya
- C. v. igneiventris – sydöstra Sudan till södra Etiopien, sydvästra Somalia, norra Kenya och nordöstra Uganda
- C. v. albiventris – södra Etiopien till Somalia och norra Kenya

## Levnadssätt
Variabel solfågel hittas i en rad olika miljöer, från torra törnbuskmarker till fuktig savann, trädgårdar och skogsbryn.

## Status
Arten har ett stort utbredningsområde och beståndet anses stabilt. Internationella naturvårdsunionen IUCN listar den därför som livskraftig (LC).